# Raymond Thiry
Raymond Christian Thiry (Amsterdam, 29 september 1959) is een Nederlandse acteur. Hij is ook bekend onder de namen Raymond Spannet en Alex Spannet.

## Carrière
Thiry speelde vanaf 1987 in Alex d'Electrique totdat deze toneelgroep uiteenviel in 2008. Bij het grote publiek werd hij vooral bekend door zijn rol als Van Rossum in Roos en haar Mannen, onderdeel van Villa Achterwerk. Voor de hoofdrol in de speelfilm Langer licht werd hij in 2006 genomineerd voor het Gouden Kalf voor de beste acteur. In 2009 won hij een Gouden Kalf voor zijn rol in Oorlogswinter. Vanaf 2010 speelde hij Luther in de televisieserie Penoza. Tijdens het Nederlands Film Festival 2013 was hij te zien in de film A Long Story. In 2015 speelde hij de vader van André Hazes in de film Bloed, zweet en tranen en duikt hij op in de televisieserie Zwarte tulp. Ook speelt hij musketier D'Artagnan in Code M.
Thiry was in 2018 als Ian te zien in de televisieserie Nieuwe buren en als verzetsstrijder in de film Bankier van het verzet. In 2019 gaf hij gestalte aan het personage John Zwart in de serie Undercover, een rol die hij nogmaals speelde in de film Ferry uit 2021 en de gelijknamige Netflix-serie uit 2023.
Thiry leende zijn stem aan de voorshow van de in 2024 geopende Efteling-attractie Danse Macabre.

## Filmografie

### Film
- 2006: Langer licht
- 2007: Dennis P.
- 2008: Oorlogswinter
- 2008: Bloedbroeders
- 2008: De brief voor de koning
- 2008: Vera (korte film)
- 2009: Witte vis
- 2009: Manitoba (korte film)
- 2009: Mesopotamië (korte film)
- 2009: Alex in Amsterdam (korte film)
- 2010: Loft
- 2010: Lotus
- 2010: The story of John Mule (korte film)
- 2010: Vast (korte film)
- 2010: Het bezoek (korte film)
- 2011: Sonny Boy
- 2011: Drone (korte film)
- 2011: Nova Zembla
- 2012: Black Out, als Jos Vreeswijk
- 2012: Toegetakeld door de liefde
- 2013: A Long Story
- 2013: Wolf
- 2013: Bro's Before Ho's
- 2014: Pijnstillers
- 2014: Tussen 10 en 12
- 2014: Rotor
- 2015: Bloed, zweet & tranen, als Joop Hazes (vader André Hazes)
- 2015: Dans met de Duivel, als Pronk
- 2015: Code M, als D'Artagnan
- 2015: De Boskampi's, als Commandant Cornelissen
- 2015: The Paradise Suite, als Maarten
- 2015: Parnassus, als Robert
- 2015: Tussen 10 en 12
- 2017: Roodkapje: Een Modern Sprookje, als Manager Wolf
- 2017: Mozart in Love
- 2018: Bankier van het verzet, als Van den Berg
- 2018: De Dirigent, als vader van Antonia
- 2019: Penoza: the Final Chapter, als Nicolaas Luther
- 2020: Quo vadis, Aida?, als majoor Franken
- 2021: Ferry, als John Zwart
- 2021: Night by Night
- 2022: De man uit Rome
- 2022: Minions: The Rise of Gru, als Wild Knuckles (stem)
- 2024: Invasie, als John Brouwer
- 2024: De jacht op Meral Ö., als Derk Pont
- 2024: Witte Flits, als Toon

### Televisie
- 1987: Augurkenteugels
- 1996–2006 Villa Achterwerk, als Gert Jan van Rossum
- 2007: Flikken Maastricht, als Bennie (gastrol, televisieserie, seizoen 1)
- 2007: Shouf Shouf!, als antiquair (afl. Tussen kunst en niets)
- 2010: De Troon – Premier Thorbecke
- 2010–2017: Penoza, als Nicolaas Luther (seizoen 1–5)
- 2010: Verborgen gebreken (gastrol, televisieserie, seizoen 2)
- 2011: A'dam - E.V.A. (gastrol, televisieserie)
- 2011: Het gordijnpaleis van Ollie Hartmoed (jeugdserie)
- 2012: De geheimen van Barslet, als Douwe Bouwman (hoofdrol)
- 2014–2017: Celblok H, als Ben Stolk (11 afl.)
- 2014: Moordvrouw, als Martin Vergeer
- 2014: Het verborgen eiland, als Ritseart (jeugdserie)
- 2015–2016: Missie Aarde, als Reibek
- 2015–2016: Zwarte Tulp, als Sacha Weems (seizoen 1–2)
- 2016: Roos en haar Mannen, als Gert Jan van Rossum
- 2017: Suspects, als Gé Zonderhuis
- 2018: Lois, als Ramon
- 2018: Nieuwe buren, als Ian
- 2019: Undercover, als John Zwart
- 2019: Todesfrist, als Maarten Sneijder
- 2020: Doodstil, als Nicolaas Luther
- 2022: Das Netz - Power Play, als Jean Leco, president van de World Football Association
- 2022: Das Netz - Prometheus, als Jean Leco
- 2022: Das Netz - Spiel am Abgrund, als Jean Leco
- 2023: Ferry, als John Zwart
- 2023–2024: Swanenburg, als Willem Jan van Lunenborgh
- 2025: De Freek Tapes, als Buurman Cor

### Prijzen
- 2006: Genomineerd voor een Gouden Kalf voor de beste acteur voor zijn rol in Langer licht.
- 2007: Winnaar Beste acteur op het Rouen Nordic film festival voor zijn rol in Langer licht.
- 2009: Winnaar Gouden Kalf Beste bijrol voor zijn rol in Oorlogswinter.
- 2013: Genomineerd voor een Rembrandt Award Beste Nederlandse acteur voor zijn rol in Black Out.
- 2015: Winnaar Gouden Kalf Beste bijrol voor zijn rol in "Bloed, zweet & tranen".
- 2017: Winnaar ShortCutz Amsterdam Award Beste Acteur voor zijn rol in "Valt een man uit de lucht".[2]

### Overig werk
- Thiry speelde een politieman in de muziekvideo bij het liedje Kill van Anouk.
- Hij is te zien in de clip Poor mans son van The La La Lies en Storm in een glas van Trio Bier.
- Daarnaast speelde hij de butler in de videoclip Op een seksuele wijze van De jeugd van tegenwoordig.
- Ook is hij te zien in de titeltrack Met de duivel op mijn hielen van de film Dans met de Duivel (2015), gezongen door André van den Boogaart.
- Voor de documentaireserie Trappers (VPRO, 2022) was hij voice-over.
- Thiry speelt de stem van Kapitein Jacobs in de podcastserie Batavia[3] over Batavia, het schip uit de VOC.
- Zijn stem is sinds het najaar van 2024 dagelijks te horen in de voorshow van de griezelattractie Danse Macabre in de Efteling.

## Persoonlijk
Thiry had jarenlang een relatie met Raymonde de Kuyper. Zij kenden elkaar van Alex d'Electrique, de theatergroep waar zij beide hun carrière begonnen zijn. In 2013 kwam de relatie tot een einde. 